# Nuri Aksel
Nuri Aksel (* 1953 in Bursa, Türkei) ist ein deutscher Hochschuldozent. Er ist Inhaber des Lehrstuhls für Technische Mechanik und Strömungsmechanik an der Universität Bayreuth.

## Leben
1973 begann Nuri Aksel sein Studium in Maschinenbau an der Universität Darmstadt, das er am 23. November 1979 erfolgreich mit dem Diplom (Dipl.-Ing.) absolvierte. Ein halbes Jahr später begann er seine Tätigkeit als „Research assistant“ (engl. ‚wissenschaftlicher Mitarbeiter‘) am Institut für Mechanische Verfahrenstechnik an der Fakultät für Chemieingenieurwesen der Universität Karlsruhe. Am 20. Juli 1984 promovierte Nuri Aksel an der Universität Darmstadt mit seiner Arbeit über die „theoretischen Studien über die viskoelastische Reibung“. Fünf Jahre nach dem Beginn seines Engagements am Institut für Mechanische Verfahrenstechnik in Karlsruhe wurde er befördert und arbeitete vom 1. Dezember 1985 bis zum 30. September 1990 als „Senior research assistant“ am selben Institut.
Am 6. Juli 1990 habilitierte er an der Universität Karlsruhe mit seiner Habilitationsschrift „Compressible Non-Newtonian Fluids“ (engl. ‚kompressible Nicht-Newtonsche Fluide‘) und durfte sich von nun an Dr. rer. nat. Ing. habil. nennen. Die nächsten drei Jahre (vom 1. Oktober 1990 bis 31. März 1993) arbeitete er zum einen als wissenschaftlicher Mitarbeiter am Fraunhofer-Institut für Chemische Technologie ICT in Pfinztal, zum anderen dozierte er an der Universität Karlsruhe über die Strömungsmechanik.
Am 1. April 1993 wurde Nuri Aksel Inhaber des Lehrstuhls für Strömungsmechanik an der TU Chemnitz, bis er schließlich im Oktober 1998 an seiner heutigen Wirkungsstätte, der Universität Bayreuth, den Lehrstuhl für Technische Mechanik und Strömungsmechanik erhielt.

## Schriften (Auswahl)
- J. H. Spurk, N. Aksel: Strömungslehre – Einführung in die Theorie der Strömungen: 8. Auflage, Springer, 2010, ISBN 978-3-642-13142-4
- J. H. Spurk, N. Aksel: Strömungslehre. 7. Auflage, Springer, 2006, ISBN 3-540-38439-1
- J. H. Spurk, N. Aksel: Fluid Mechanics., 2nd edition, Springer, Berlin, Heidelberg, 2008, ISBN 978-3-540-73536-6